# 쏘리 엔젤
쏘리 엔젤(프랑스어: Plaire, aimer et courir vite, 영어: Sorry Angel)은 프랑스에서 제작된 크리스토프 오노레 감독의 2018년 드라마 영화이다. 뱅상 라코스트 등이 주연으로 출연하였다.

## 출연

### 주연
- 뱅상 라코스트
- 피에르 들라동샹

### 조연
- 드니 포달리데스